# National Social Security Fund du Kenya
Pour les articles homonymes, voir Social Security Fund.
Le National Social Security Fund du Kenya ou NSSF (Fonds national de la sécurité sociale du Kenya) est un fonds de pension créé en 1965 par l'État kenyan. Le fonds agit en qualité d'agence gouvernementale chargée de collecter, préserver, et distribuer les retraites dans le pays.

## Histoire
Le Fonds national est créé en 1965. Il assure d'abord une couverture médicale pour les plus hauts revenus. Initialement rattaché au ministère du travail, l'agence devient une entreprise publique en 1987.
En 2003, à peine 15% de la population active kényane bénéficie d'une couverture sociale. Le fonds compte 2,9 millions de membres mais seulement 1 million paie ses cotisations. Cette faible performance pousse les autorités à lancer une campagne nationale de sensibilisation à la sécurité sociale. En 2008, l'État kenyan vend ses participations dans la NSSF.
En 2014, un nouveau régime de sécurité sociale est mis en place, consistant à créer deux caisses : celle du fonds de pension, obligatoire pour tous les citoyens de 18 à 65 ans, et celle du fonds de providence, dont l'adhésion est bénévole. En février 2017, MasterCard devient le fournisseur des cartes électroniques pour le réseau Huduma, ce qui permet aux Kenyans d'associer leur Mastercard avec leur compte de sécurité sociale.

## Description
La NSSF est réglementée par plusieurs organes officiels tels que le Retirement Benefits Authority.

## Articles liés
- Économie du Kenya